# 차승민
차승민(1979년 6월 12일 ~ )은 대한민국의 가수이다. 1997년 C2K 《Coast & Koast》로 데뷔하였으며, 1998년부터 2000년까지 코요태의 멤버였다. 2007년 프로젝트 그룹 다이스(Dice)에서 활동했었다. 다이스 해체 후 평범한 회사원의 삶을 이어가고 있는데 2018년 레이먼드란 영문명으로 싱글앨범을 내며 다시 가수로 복귀했다.
2000년 코요태 당시 소속사 최대투자자이였던 아버지에 의해서 강제탈퇴 당하고 미국에 가서 공부를 시작했으나 2001년 다시 한국으로 돌아와 작곡공부를 시작했다.
2002년 남성 3인조로 복귀하려 했으나 무산되었고 서울예술대학교에 입학하여 음악 공부를 이어갔다. 나중에는 서강대학교 로 편입했다
2004년 다시 솔로음반 준비를 했으나 이 역시 무산되었다.
2006년 팬카페에 올린 근황에 따르면 서강대학교 영문학과 4학년에 재학중이며 곧 듀오로 복귀한다고 한다.
그 후 2007년 앨빈과 함께 다이스란 그룹으로 복귀하려 했으나 이 역시 소속사 문제로 무산되고 말았다.
2008년 솔로앨범을 준비했으나 이것마저 소리소문없이 사라져 버렸다. 차승민이 언급하기로는 코요태 2집 수록곡이었던 '끝없는사랑'을 리메이크 하려고 여성보컬을 섭외하려 했었다.
그후 평범한 삶을 살아가다가 2013년 압구정에 있는 한 무역회사에 입사한 것으로 보인다. 현재 직급은 전무이사급이라고 한다.
2015년 《파랑새의 집》 OST 《만남》을 불러서 오랜만에 팬들에게 목소리를 들려 주었다.
그외에 근황들은 페이스북과 인스타그램을 통해서 전하고있으며 2016년 2월 Ray 뮤직소식 (레이먼드는 차승민의 미국이름이다)을 들고 돌아온다는 소식을 업로드해서 가수로써의 컴백도 기대하게 만들고 있다.
샵 장석현. 이글파이브 리치 . 스페이스A 재구. 제이슨과 함께 식사도 할정도로 90년대 같이 활동한 그룹들이랑은 아직도 친분을 유지중인거 같다.
2018년 영문명 레이먼드로 디지털싱글 《열두번》을 발매하며 가수로 복귀 했다.
2019년 이글파이브 출신 리치와 함께 듀엣곡을 준비중이라고 한다.
2020년 1월달에 부사장으로 승진했다

## 학력
- 퍼듀대학교 기계공학과 중퇴
- 서울예술대학교 실용음악과
- 서강대학교 영어영문학 학사 (편입)

## 음반
- C2K 《Coast & Koast》(1997)
- 코요태 1집 《순정》(1998.12.09~1999.06.27)
- 코요태 2집 《실연》(1999.11.07~2000.4)
- Dice 《Roll The Dice》(2007)
- 파랑새의 집 OST Part.2《만남》(2015)
- 레이먼드 디지털싱글《열두번》(2018.06.27)

## 외모
당시 인기 보이 그룹인 H.O.T의 비주얼 담당인 강타와 얼굴과 키가 동일하고 심지어 나이까지 동갑인 탓에 짭강타라는 별명이 붙었다.

## 취미
PC 게임 컴퓨터 프로그래밍 플레이스테이션 5

## 특기
마술